# Jørgen Olrik
Jørgen Olrik, född 10 augusti 1875 på Frederiksberg, död 4 maj 1941 i Charlottenlund, var en dansk museiman och historiker. Han var son till Henrik Olrik och bror till Axel Olrik.
Olrik blev student 1892, anställdes 1894 som assistent vid Dansk Folkemuseum, 1897 tillika vid Nationalmuseets andra avdelning och avlade 1898 magisterkonferens. År 1910 blev han inspektör vid Folkemuseet och vid dess administrativa sammanslagning med Nationalmuseet 1920–21 administrerande inspektör.
Vid sidan av den omfattande museiverksamheten studerade Olrik i likhet med sina bröder Danmarks historia under äldre medeltid, och utarbetade en rad översättningar av Danmarks inhemska litteratur på latin, främst av Saxos Danesaga och andra källor till Danmarks medeltida historia samt av Christian Falsters Lærdoms Lystgaard. Vidare ombesörjde han utgåvor av danska folkböcker.
Även på den historiska arkeologins område utvecklade Olrik en betydande utgivarverksamhet. Borgerlige Hjem i Helsingør (1903), sammanfattande utdrag ur stadens äldsta skifteprotokoll, är en huvudkälla till kännedomen om renässanstidens bostäder. För "Danmarks Folkeminder" utgav han Frederik Lange Grundtvigs Livet i Klokkergaarden, gammeldags falstersk Bondeliv (1908–09). Slutligen utgav han för Nationalmuseet det stora verket Drikkehorn og Sølvtøj fra Middelalder og Renaissance (1909), en detaljerad katalog, som tillika ger en översikt över bestickets historia och för första gången behandlar Danmarks rika silverfynd från renässanstiden. Härtill anslöt sig senare Danske Sølvarbejder fra Renaissancen til vore Dage (1915), nyutgåvan av Danske Guldsmedemærker, Gamle Jernovne och en rad mindre avhandlingar.

## Utmärkelser
- Riddare av Dannebrogorden,  1928[1]
- Dannebrogsmännens hederstecken,  1939[1]

[Redigera Wikidata]